# Catalyst (Cisco Systems)
Pour l’article homonyme, voir  Catalyst .
Catalyst est le nom d'une gamme de commutateurs Ethernet commercialisés par Cisco Systems.

## Système d'exploitation
La technologie d'origine des switch utilisait le système CatOS développé par la société Crescendo rachetée par Cisco en 1994. Par ailleurs, les routeurs Cisco utilisent le système IOS. Les lignes de produit fusionnant, une configuration appelée Hybrid est apparue, les fonctions de niveau 2 utilisant CatOS, et celles de niveau 3 utilisant IOS. Sur tous les produits récents, seul IOS est utilisé.
Certains nouveaux modèles de commutateurs Catalyst n'utilisent plus ni IOS ni CatOS mais simplement une interface web.

## Modèles

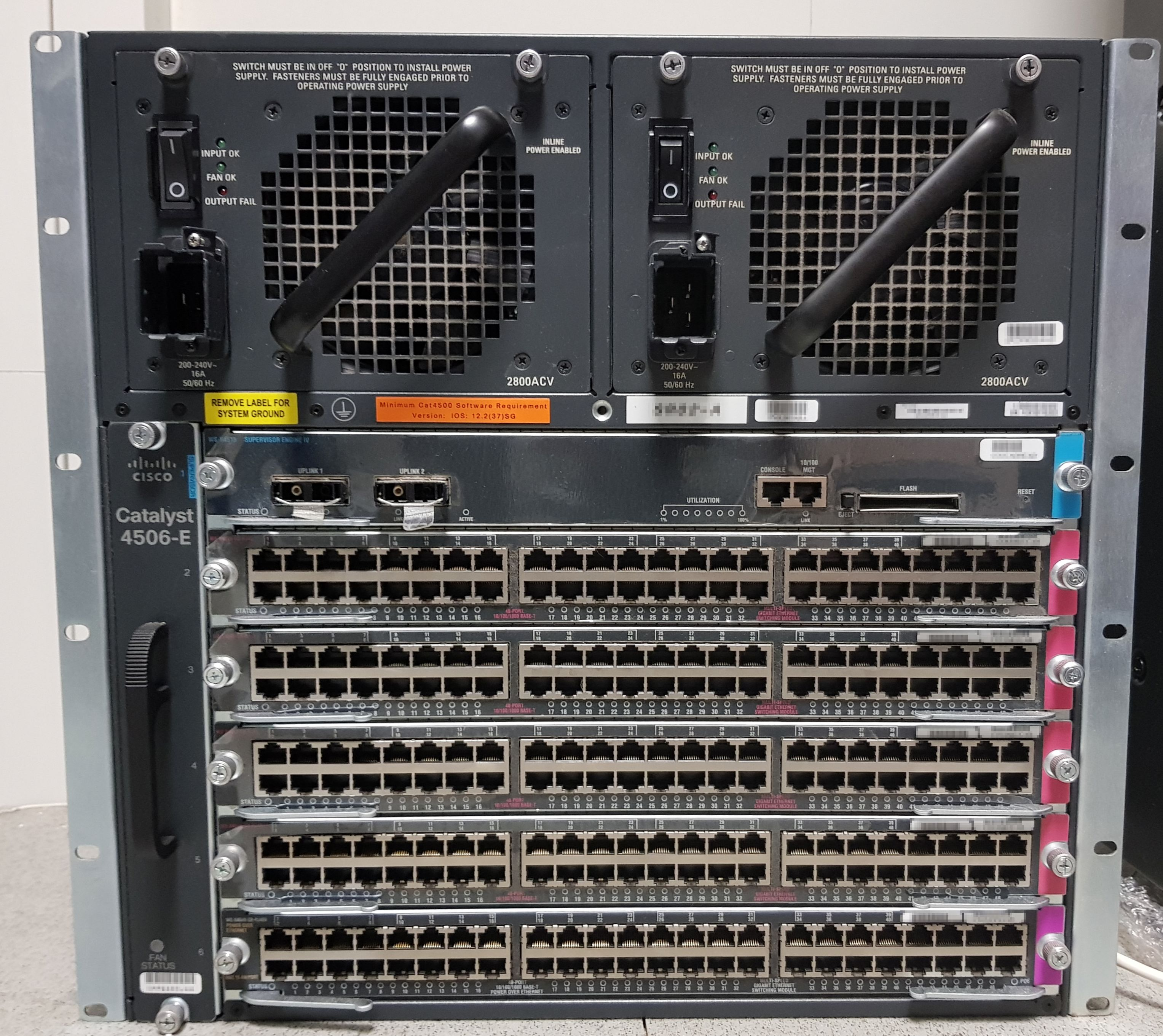
Switch Cisco Catalyst 4506

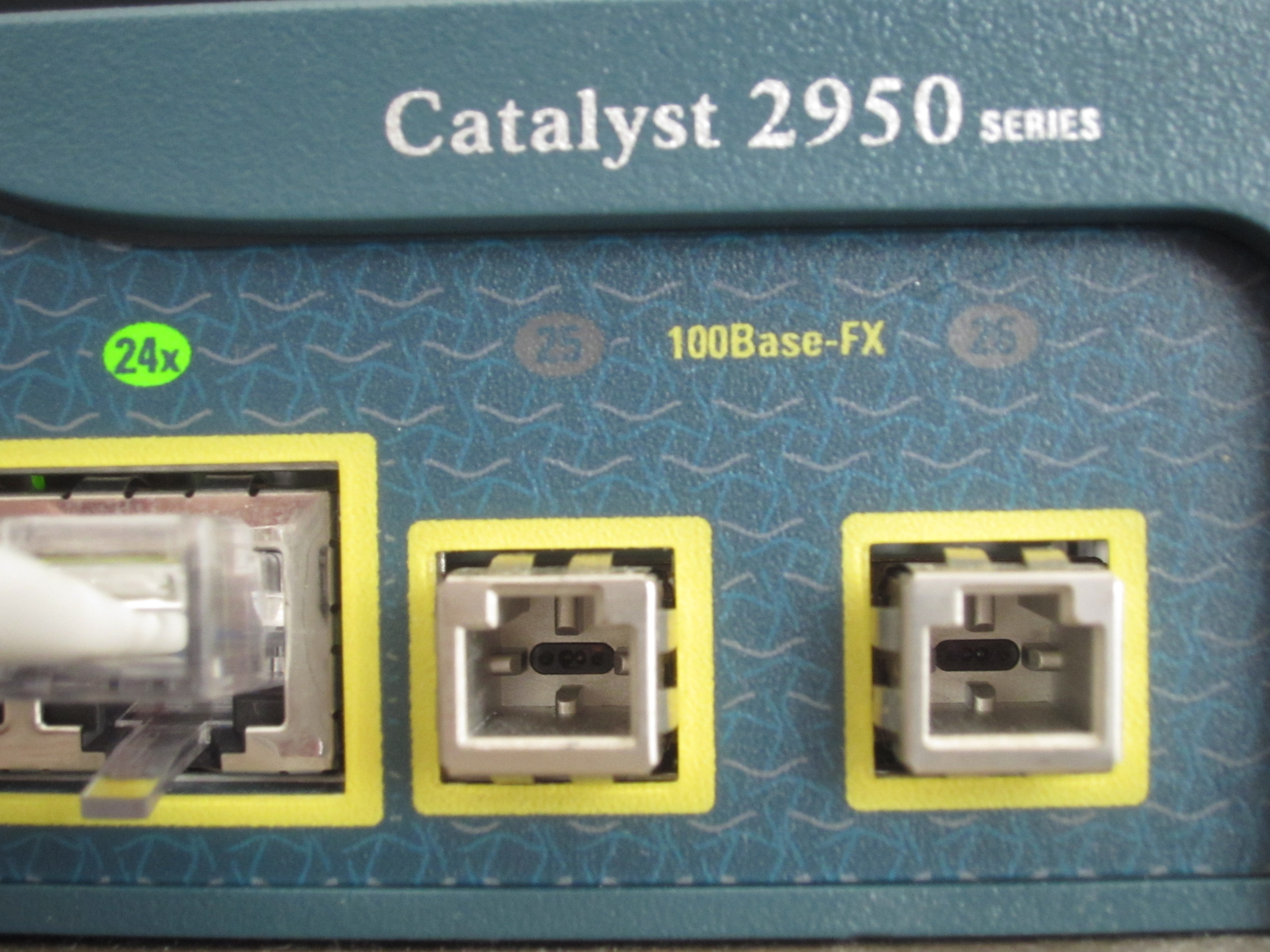
Ports 100basebx d'un Catalyst 2950

Les modèles originaux de la série 5000 et 6000 sont hérités de Crescendo Networks, les séries 1700, 1900 et 2800 proviennent de l'acquisition de Grand Junction Networks et le Catalyst 3000 a été développé à l'origine par Kalpana.
La ligne Catalyst comprend plusieurs modèles de commutateurs :
- Catalyst 65xx
- Catalyst 45xx
- Catalyst 3xxx (3550, 3560, 3750, 3560-E, 3750-F)
- Catalyst 2xxx (2924, 2940, 2950, 2955, 2960, 2970)
- Catalyst Express (500 et 520)

Des commutateurs à but spécifiques :
- Catalyst 2955 Industrial Ethernet
- ME 3400 2400 metro ethernet switches
- Blade serveur switches

Modèles antérieurs : 
- Catalyst 50xx/55xx : commutateur modulaire à 3, 6 ou 9 lames.
- Catalyst 400x (4003, 4006) [2]: commutateurs modulaires avec jusqu'à 96 (pour le 4003) ou 240 (pour le 4006) ports Fast ethernet[3]
- Catalyst 3000 : 24 ports ethernet par commutateur, possibilité d'assembler des commutateurs (stackable switch) [4]
- Catalyst 2800 : 25 ports 10Mbit/s et 2 slots d'extension [5]
- Catalyst 1900 : 12 ou 24 ports 10BASE-T et deux ports Fast ethernet, CatOS ou IOS
- Catalyst 1800 : 16 ports Token Ring[6]
- Catalyst 1700 : 24 ports 10BASE-T